# Kabupaten Pulau Morotai
Kabupaten Pulau Morotai (engelska: Morotai Island Regency) är ett kabupaten i Indonesien.   Det ligger i provinsen Maluku Utara, i den nordöstra delen av landet, 2 600 km öster om huvudstaden Jakarta. Antalet invånare är 52 697. Kabupaten Pulau Morotai ligger på ön Pulau Morotai.